# Tingstadsvassen
Tingstadsvassen är en stadsdel på Norra Älvstranden på Hisingen i Göteborg. Området införlivades med Göteborgs stad 1883, och omfattade marken vid Kvillebäckens utlopp och Hisingsbrons fäste, mittemot Gullbergsvass. Ringön utgör större delen av stadsdelen. Stadsdelen har en areal på 198 hektar.
Namnet Tingstad är belagt från 1388 och kommer av byn med samma namn som varit tingsplats. Göteborgs stad avslog 1874 ett anbud att köpa Tingstadsvassens 276 tunnland för 10 öre per kvadratfot. Den 17 februari 1876 beslöt man att förvärva området för 300 000 kronor. En regleringsplan för vassen antogs av stadsfullmäktige den 18 oktober 1877, gällande 135 hektar. Enligt kungligt brev av den 8 december 1881 beslöts att denna samt ytterligare en del av vassen skulle skiljas från Backa socken i Västra Hisings härad och införlivas med Göteborgs stad den 1 januari 1883. Muddrings- och dräneringsarbeten av vassområdet skedde 1885-1898.
Tingstadsvassen var en av Göteborgs tre stora vassar, som tillsammans brukade kallas för stadsvassarna.